# 天水圍站 (屯馬綫)
天水圍站（英語：Tin Shui Wai Station）是一個位於香港新界元朗區屏山屏廈路與天福路交界，屬於港鐵屯馬綫的鐵路車站，車站於2003年12月20日啟用。
天水圍站位於屏山北部邊陲，天水圍新市鎮以南，與已有超過600年歷史的香港法定古蹟聚星樓位置相距不足50米。
- 車站外觀（2021年4月）

## 車站結構
整體車站高架於天福路與屏廈路交界處之上，站體全長約460米；闊約30米，為所有港鐵車站中站體結構最長的一個。

### 樓層
| U2                | 月台 | \| \| \| 屯馬綫往烏溪沙（朗屏） \| 2 \| \| \| 島式 · 開右邊车门 \| \| \| \| \| \| \| 1 \| 屯馬綫往屯門（兆康 · 未來：洪水橋） \| \| \| |   |  |
| C/U1              | 大堂 | A-D出口、客務中心、商店、自助服務、洗手間                                                                                              |   |  |
| G                 | 地面 | E出口、輕鐵月台 |   |  |
|                   |      | 屯馬綫往烏溪沙（朗屏） | 2 |  |
| 島式 · 開右邊车门 |      | |   |  |
|                   | 1    | 屯馬綫往屯門（兆康 · 未來：洪水橋） |   |  |

### 大堂
天水圍站大堂位於C層，而大堂內亦設有多個商店，而在車站落成初期大部分商店空間均位於站內付費區內。直到2011年起港鐵重組天水圍站的商戶組合，以增加商店種類，故車站的商店空間數目增加接近50間。而舊有的車站商店空間面積比較細小，部分商戶需要同時租用兩個商店空間並打通，以配合營運需要。
此外，天水圍站也設有自助服務設施、香港郵政郵箱、港鐵「會員服務站」以及洗手間等。
另外，近E出口位置並設有輕鐵八達通「出站」繳費器以及輕鐵抵站時間顯示屏。至於藝術及文化方面，港鐵於近D出口位置擺設了一組立體藝術雕塑，站內亦設有社區文娛機構作品展示板。
雖然大堂空間廣闊，但港鐵一直未有大堂內設置座位讓市民休憩，而過往有不少人會選擇坐在車站的玻璃幕牆地台休息，其後港鐵卻在2021年3月於該位置加設鐵鍊。
- 大堂，近A、B出口（2025年6月）
- 大堂，近C出口（2025年6月）
- 大堂，近D、E出口（2025年6月）
- 車站玻璃幕牆（2025年6月）
- 車站洗手間（2025年6月）

### 月台
天水圍站設有一座島式月台，位於車站最上層，而月台頂部中央部分亦設有天窗，加上月台層兩側均為月台幕門及露天式路軌，故當日間天晴時陽光能夠從多角度直接照射進月台層，顯得月台層特別明亮。另外於車站以西亦設有側線，可供列車進行車務調動之用。
- 車站月台（2021年11月）

### 出入口
天水圍站共設有7個出入口，其中A–D出口均各設有一組行人天橋連接；而E出口則設有扶手電梯連接位於車站下方的輕鐵站月台。
而A出口原本預留位置連接未來物業上蓋發展項目。但政府將土地改劃為居屋屏欣苑後，原本預留位置結構不作改動。而屏欣苑在2018年10月落成後，港鐵卻未有更新出入口指示。直到多名區議員多次爭取後，港鐵於2019年3月末才將A出口指示名稱由「屏廈路（南）」改稱「屏欣苑」。
|                                                   |        | |      |
| 編號                                              | 指示   | 轉乘輕鐵建議前往的目的地 | 圖片 |
| 出口 · A · 盲道标志 · 升降机标志 · 扶手电梯标志   | 屏欣苑 | 屏欣苑、坑尾村、洪屋村、橋頭圍、屏山天水圍文化康樂大樓、天水圍站公共運輸交匯處 |      |
| 出口 · B · 盲道标志 · 无障碍通道标志 · 升降机标志 | 天盛苑 | 天盛苑、嘉湖新北江商場、樂湖居、獅子會何德心小學、天主教培聖中學、伊利沙伯中學舊生會小學分校、深圳灣口岸巴士站、天主教聖葉理諾堂、職業訓練局青年學院(天水圍)、仁濟醫院社會服務中心、元朗公立中學校友會鄧兆棠中學                                                   |      |
| 出口 · C · 盲道标志 · 升降机标志 · 扶手电梯标志   | 天耀邨 | 輕鐵 天耀站 705706761P天耀邨、扶康會天耀之家（耀隆樓）、賞湖居、屏山天水圍文化康樂大樓、屏山天水圍公共圖書館、屏山天水圍體育館、屏山天水圍游泳池、伊利沙伯中學舊生會小學、天水圍健康中心、天水圍公園、天水圍運動場、東華三院郭一葦中學、東華三院黃朱惠芬幼稚園     |      |
| 出口 · D · 盲道标志 · 无障碍通道标志 · 升降机标志 | 天祐苑 | 天祐苑、+WOO 嘉湖、佛教茂峰法師紀念中學、道慈佛社楊日霖紀念學校、中華基督教會方潤華小學、香港潮陽小學、水知園、嘉湖海逸酒店、嗇色園主辦可銘學校、裘錦秋中學 (元朗)、基督教香港信義會元朗信義中學、天麗苑、天水圍單車匯合中心、天水圍官立中學、天水圍游泳池、天慈邨 |      |
| 出口 · E · 1 · 扶手电梯标志                       | 天福路 | 輕鐵 天水圍站 705（往天慈、銀座方向）天福路、悦品天秀酒店 - 元朗、天水圍單車滙合中心、聚星樓巴士站 |      |
| 出口 · E · 2 · 扶手电梯标志                       | 輕鐵   | 輕鐵 天水圍站 751751P（往天逸方向） |      |
| [ 註 2 ]                                          | 聚星樓 | 輕鐵 天水圍站706（往天耀、頌富方向） 751（往友愛方向）聚星樓、屏山文物徑、屏湖花園、上璋圍、鄧氏宗祠、達德公所 |      |
| 註： 設有 \| 設有 \| 設有 \| 設有扶手電梯         |        | |      |

### 車站藝術
|  | 《攀登》 | 任思鴻（中國） | 車站大堂 | 2009年9月 |

## 接駁交通
天水圍站下方為輕鐵天水圍站，乘客可經車站E出口前往；或經由車站C出口之行人天橋及有蓋通道前往輕鐵天耀站轉乘輕鐵；而A出口設有公共運輸交匯處；而B、D出口附近亦設有單車停泊位。
- 天水圍站公共運輸交匯處（2025年6月）

## 歷史

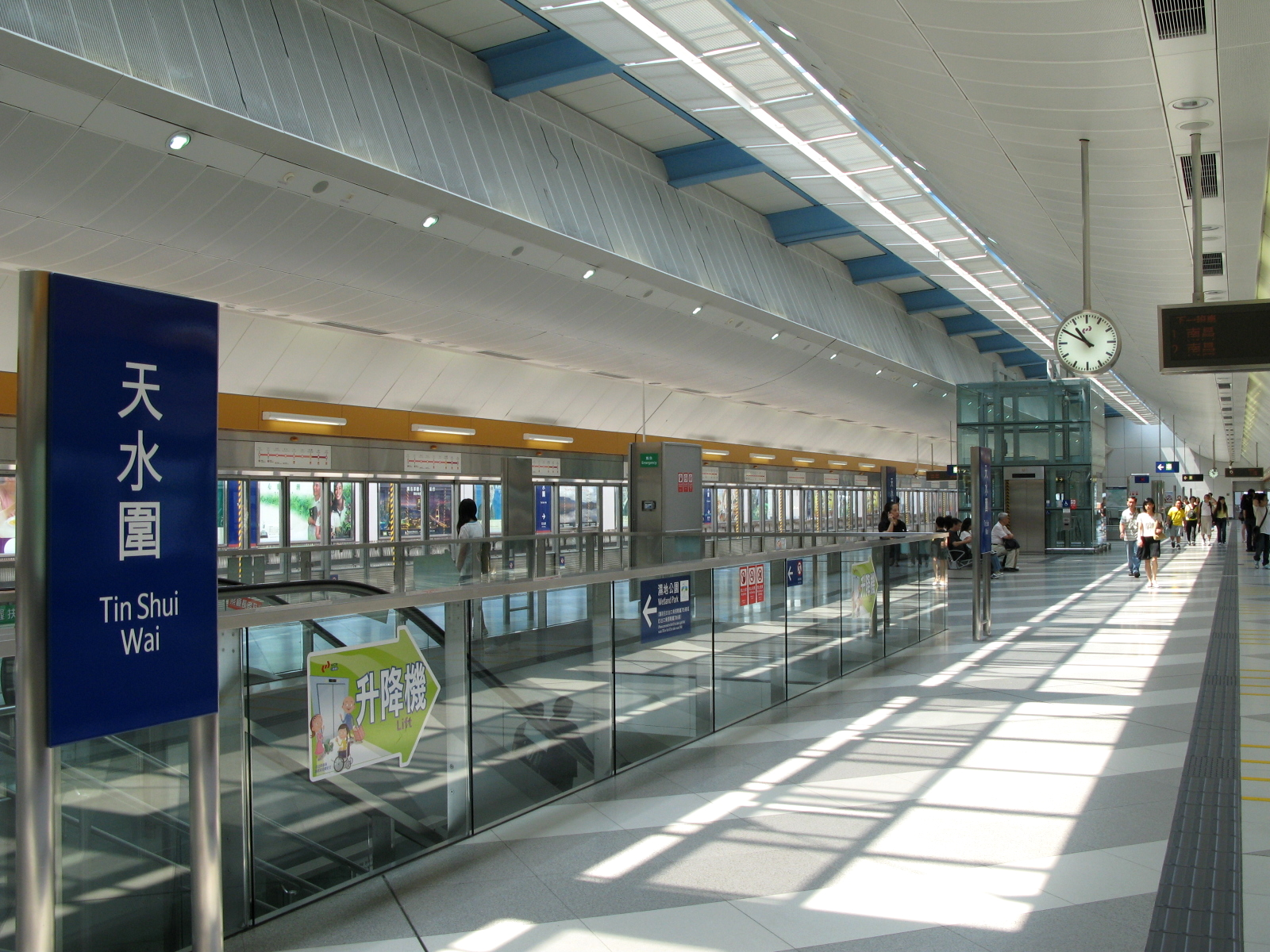
兩鐵合併前的月台（2007年9月）

### 位置
天水圍站原為西部走廊鐵路的北面終點站，原本打算建在天水圍市中心；但公眾諮詢期間有許多屯門居民期望在擬議的西部走廊應增建連接屯門至元朗的支線，最後支線延伸至屯門北，並預留延伸空間將鐵路伸展至屯門市中心，天水圍站才成為中途站並南移至現時站址。而車站於2003年12月20日隨九廣西鐵通車而啟用，而車站承建商為俊和建築－株式會社藤田－恒利建築聯營。

### 客務中心

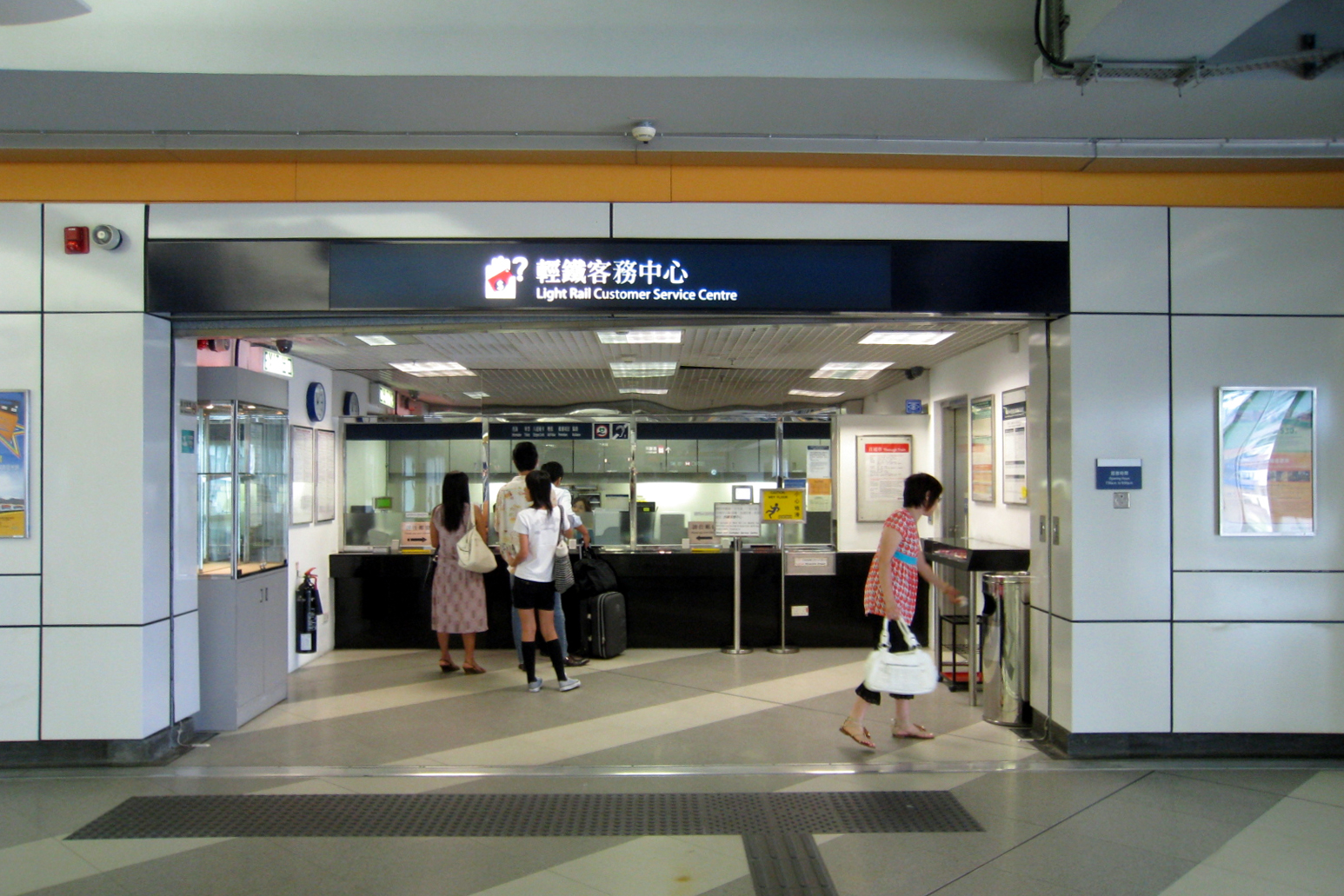
客務中心（2008年8月）

在天水圍站啟用初期，車站內有專為西鐵乘客服務的票務處及補票處，以及輕鐵客務中心。自兩鐵在2007年12月合併後，港鐵重新定義客務中心的用途及功能，將所有西鐵綫的票務處及補票處改稱客務中心，其後站內的輕鐵客務中心大部分功能交由西鐵綫客務中心一併處理，因此天水圍站輕鐵客務中心於2010年4月18日起停止運作，並改建為車站職員辦公室。因應客務中心合併、方便C出口乘客及應付大量乘客，大堂內近D出口的客務中心曾移動及擴闊。
另一方面，縱使區內的天逸站輕鐵客務中心客量不高，服務時間一直比其他客務中心短，但合併後仍與其他輕鐵客務中心一同統一為早上7時至晚上9時提供服務。港鐵城際直通車車票的售賣地點亦因而改於天逸站的輕鐵客務中心。

### 反修例運動期間事件
- 2019年7月28日晚上，在追究警方涉濫權遊行後，警方在西鐵綫沿線車站進行大搜捕。其中在天水圍站大堂及出入口有大批軍裝警員戒備，引起市民不滿。而警方表示當晚10時許在天水圍站C出口有十多人打鬥，在調停後和平散去，無人被捕[13]。

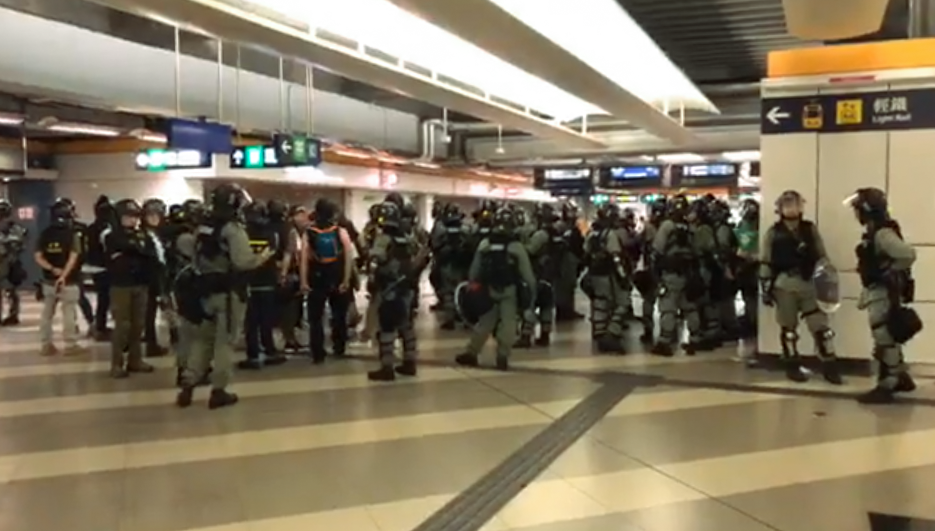
一批配備長槍的防暴警員在車站大堂戒備

- 2019年9月1日，一批配備長槍的防暴警員在西鐵綫天水圍站大堂及出入口截查多名市民，其後警方因從其中一名市民搜到認為是藏有攻擊性武器鐳射筆而將其帶走，故而引起數十名市民不滿起哄[14]。直到翌日（9月2日）凌晨，有聚集的市民舉起雨傘向防暴警察指罵，其後警方亦拘捕數人[15][16]。

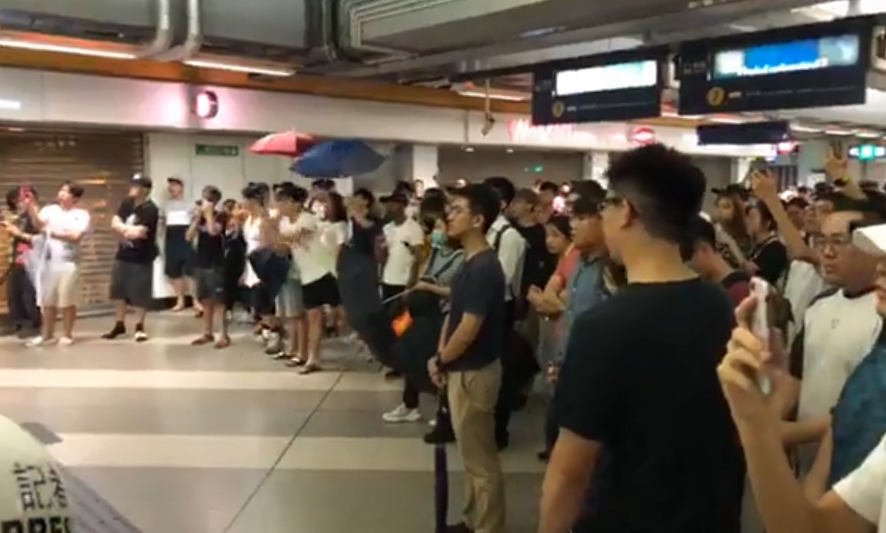
有市民不滿起哄
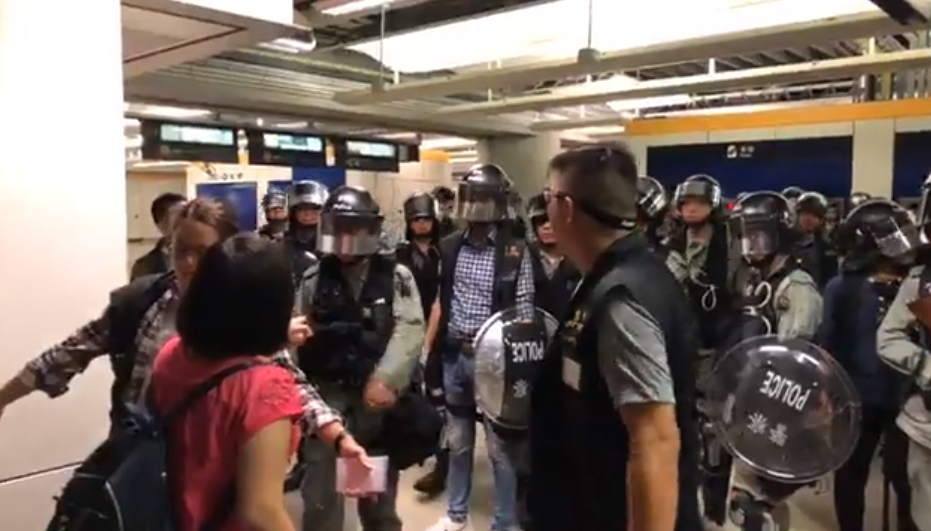
有市民在場指責警務人員
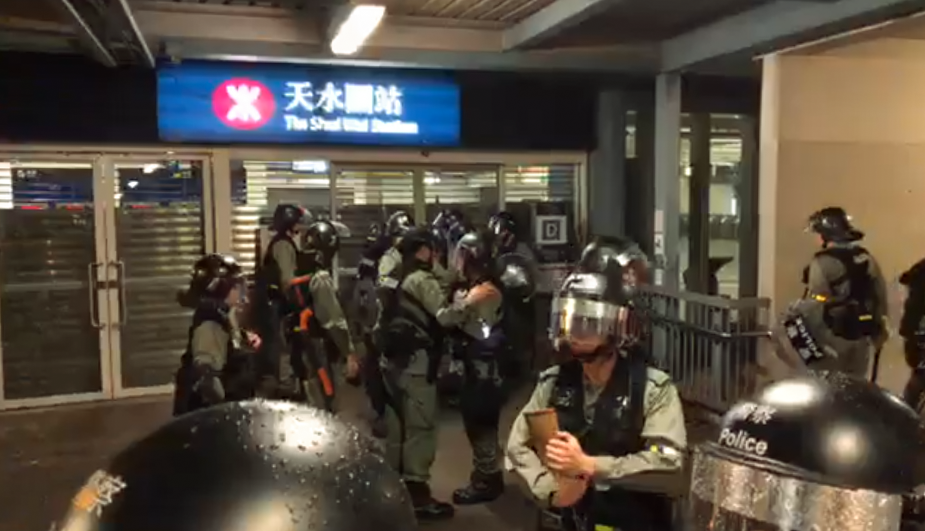
港鐵在關閉天水圍站後，仍有防暴警員在車站戒備

- 2019年11月12日黎明行動2.0，有市民在天水圍站2號月台（往紅磡）與一名中年人士發生爭執，期間有人阻礙幕門，無法讓列車駛離車站。港鐵職員其後到場，但被市民包圍。市民要求職員解釋為何列車未能駛走。直到當日早上8時許，約30名防暴警員持盾牌到月台範圍，有防暴警員進入列車內帶走一名與在場市民爭執的中年男子以及一名女子。而防暴警員亦在車站大堂截查數名穿校服的學生。另外當有市民拍攝防暴警員亦即被其喝止。港鐵其後宣布天水圍站因特別事故而暫停服務，並呼籲市民離開車站[17]。
- 2019年11月14日早上，有市民在天水圍站2號月台阻礙車門關閉，期間有一名中年男子與一名配戴口罩的人發生爭執，有人甚至被打傷。其後西鐵綫元朗站至屯門站服務暫停，而防暴警員一度進入天水圍站內戒備，車站隨後關閉[18]。
- 2019年11月15日早上，有市民於天水圍站阻礙一列停泊於2號月台（往紅磡）的列車車門關閉，其後因有乘客不滿甚至發生爭執，多人互相推撞，有人懷疑暈倒。其後有防暴警員到場截查至少3人，當中一名涉及推撞的男子被帶上警車[19]。
- 2019年11月20日為中小學首日復課，然而繼續有市民阻礙停泊在2號月台（往紅磡）的列車車門關閉，有乘客感到不滿而爆發衝突。而有防暴警員在當日早上近8時於天水圍站截查10多名中學生，並要求學生脫下口罩。有關行動引起市民不滿，甚至有市民與防暴警員互相指罵。有市民向防暴警員控訴被人性騷擾，但未有理會，所有學生最後全數被放走[20]。

### 引用
1. 1 2 3 4   (PDF). 港鐵公司.   [2020-02-18]. （原始内容存档 (PDF)于2020-06-05）.
2. 1 2  . 港鐵. 港鐵公司.   [2020年2月29日]. （原始内容存档于2020年2月21日） （中文（繁體））.
3. ↑  . 香港郵政網頁. 香港郵政.   [2012年12月7日] （中文（繁體））.[永久]
4. ↑  . 港鐵網頁. 港鐵公司.   [2012年1月18日]. （原始内容存档于2011年2月20日） （中文（繁體））.
5. ↑  . 港鐵網頁. 港鐵公司.   [2016年10月3日]. （原始内容存档于2016年8月26日） （中文（繁體））.
6. ↑  . 眾新聞. 2021-04-15  [2021-04-16]. （原始内容存档于2021-06-23）.
7. ↑  . 香港規劃情報. 2021-04-14  [2022-05-26].
8. ↑  港鐵公司. . MTR之今昔. MTR之今昔. 2009年8月  [2009年10月19日]. （原始内容存档于2020年7月2日） （中文（繁體））.
9. ↑  .   [2022-05-25]. （原始内容存档于2022-05-25）.
10. ↑   (PDF). 香港: 香港特別行政區政府. : 29  [2022-08-01].
11. ↑  . 香港獨立媒體. 2013-06-25  [2022-08-01]. （原始内容存档于2022-02-15）.
12. ↑  . 由嶺南大學.   [2022-08-01]. （原始内容存档于2022-08-01）.
13. ↑  劉定安，陳永武. . 香港01. 2019-07-29  [2020-02-18]. （原始内容存档于2020-12-01）.
14. ↑  . 香港電台. 2019-09-01  [2020-02-18]. （原始内容存档于2020-02-18）.
15. ↑  . TMHK. 2019-09-02  [2020-02-18]. （原始内容存档于2021-07-07）.
16. ↑  . 香港01. 2019-09-01  [2022-08-01]. （原始内容存档于2020-05-02）.
17. ↑  . 蘋果日報. 2019-11-12  [2020-02-18]. （原始内容存档于2020-02-18）.
18. ↑  . on.cc. 2019-11-14  [2020-02-18]. （原始内容存档于2020-02-18）.
19. ↑  . 香港電台. 2019-11-15  [2020-02-18]. （原始内容存档于2020-02-18）.
20. ↑  . on.cc. 2019-11-20  [2020-02-18]. （原始内容存档于2020-02-18）.

## 外部連結
- 港鐵公司－天水圍站街道圖（页面存档备份，存于）
- 港鐵公司－天水圍站位置圖（页面存档备份，存于）
- 港鐵公司－天水圍站列車服務時間（页面存档备份，存于）
- 香港鐵路大典上的相关条目：天水圍站 (屯馬綫)